# Alberto Ascari
Alberto Ascari (13. července 1918 Milán – 26. května 1955 Monza) byl italský automobilový závodník a pilot Formule 1.

## Život
Narodil se 13. července 1918 v Miláně. Jeho otec Antonio Ascari byl také automobilovým závodníkem a Alberto byl od dětství veden k automobilovému sportu. V roce 1955 Antonio Ascari zemřel při havárii testování vozu v Monze
Touhu stát se automobilovým závodníkem ho přivedla k myšlence koupit si motocykl, několikrát kvůli závodům utekl i ze školy. Svůj první automobilový závod absolvoval na voze Ferrari v Mille Miglia. Roku 1940 se oženil a se svou ženou měl dvě děti, Patricii a Antonia.
V roce 1947 koupil od rodiny Orsini závodní vůz Maserati 4CLT. Na tento vůz koupil za pět milionů lir, tři miliony dal se svého a dva miliony mu půjčil kamarád Luigi Villoresi. Později oba byli úspěšní na tratích v severní Itálii. Ve svých úspěších pokračovali i následující rok, když triumfovali v San Remu. Vyzkoušel i Alfu 158 a dojel třetí v Grand Prix Francie.
Pro rok 1949 nabídl Ascarimu a Villoresimu místa ve svém týmu Enzo Ferrari, který byl přítelem a týmovým kolegou Albertova otce. V tomto roce zvítězil v pěti Velkých cenách a také v Buenos Aires. V roce 1950 zvítězilo Ferrari v devíti Velkých cenách a v roce 1951 v šesti. I přes tyto úspěchy byl tým Alfa Romeo úspěšnější. Ferrari s Ascarim se prosadil až v následující sezóně. Ascari chyběl pouze na startu Velké ceny Švýcarska, protože pokoušel štěstí v 500 mil v Indianapolis s 4,5 litrovým Ferrari. Ve všech následujících Velkých cenách zvítězil a stal se tak mistrem světa. Toto suverénní vítězství bylo ulehčeno faktem, že na tratích chyběl velký konkurent Juan Manuel Fangio, který se vážně zranil na trati v Monze. V roce 1953 titul mistra světa na Ferrari obhájil i když měli velkou konkurencí ve vozech Maserati (Fangio, Gonzalez).
Na konci roku 1953 opustil Ferrari a podepsal smlouvu se společností Lancia, která poprvé ve své historii navrhla a postavila monopost pro Grand Prix. Vývoj šel pomalu a nasazení vozu se stále oddalovalo. V tomto období Mercedes oznámil, že jeho nový revoluční prototyp je připraven a bude na startu Velké ceny Francie již v červenci a tak byl spolu s přítelem Luigim Villoresim, od Lancie uvolněn k Maserati, které bylo jediné schopné konkurovat Mercedesům Fangia a Klinga. Po dvou nepodařených závodech za volantem Maserati 250 F, byl zapůjčen k Ferrari na Velkou cenu Itálie, kde dokázal vybojovat druhou příčku v kvalifikaci a zajistil si tak start z první řady, čehož plně využil a až do šestého kola byl ve vedení. Závod se vyvíjel jako duel Ascariho s Mossem, který startoval na soukromém Maserati, ale ve 49. kole musel Ascari odstoupil pro poruchu motoru.
V posledním závodě sezóny, ve španělském Pedralbes, byly poprvé nasazeny monoposty. Ascari začal velmi dobře a první pozici na startu proměnil ve vedení a neustále svůj náskok zvyšoval. Pro poruchu musel, ale v desátém kole odstoupit, ze závodu odstoupil i Villoresi, takže se premiéra Lancii nepovedla.
Při Grand Prix Argentiny se také vozům Lancia pilotovaným Ascarim a Villoresim nepovedlo dojet až do cíle. V závodě v Monte Carlo byl ve vedení, když byl při výjezdu z tunelu oslepen slunečními paprsky a následující šikana vymrštila jeho vůz přes balíky slámy do vody v přístavu. Po saltu do přístavních vod, se zotavoval v nemocnici, jeho zranění nebyla nijak vážná, utrpěl pouze šok a zlomeninu nosu. O čtyři dny později už byl znovu na dráze v Monze, aby sledoval testování sportovních vozů Ferrari. Zde se rozhodl vyzkoušet Castellottiho Ferrari, do vozu usedl jen v civilním oblečení a ve vypůjčené přilbě. Ve třetím kole jeho vůz z nezjištěných příčin vyjel ze zatáčky a dvakrát se převrátil. Ascari utrpěl četná zranění, kterým jen několik minut poté podlehl.

## Tituly
- 1952 Mistr Světa (formule 1)
- 1953 Mistr Světa (formule 1)

## Vítězství
- 1948 Grand Prix San Remo
- 1949 Grand Prix Buenos Aires
- 1949 Grand Prix Švýcarska
- 1949 Grand Prix Itálie
- 1949 Grand Prix Peron
- 1952 Grand Prix Syrakus
- 1952 Grand Prix Pau
- 1952 Grand Prix Marseilles
- 1952 Grand Prix Commingues and La Baule
- 1953 Grand Prix Pau
- 1953 Grand Prix Bordeaux
- 1954 Mille Miglia
- 1955 Grand Prix Torino
- 1955 Grand Prix Neapole

## Kompletní výsledky ve Formuli 1
| Legenda k tabulce | Legenda k tabulce                                                                       |
| Barva             | Výsledek                                                                                |
| ----------------- | --------------------------------------------------------------------------------------- |
| Zlatá             | Vítěz                                                                                   |
| Stříbrná          | 2. místo                                                                                |
| Bronzová          | 3. místo                                                                                |
| Zelená            | Bodované umístění                                                                       |
| Modrá             | Nebodované umístění                                                                     |
| Modrá             | Dokončil neklasifikován (NC)                                                            |
| Fialová           | Odstoupil (Ret)                                                                         |
| Červená           | Nekvalifikoval se (DNQ)                                                                 |
| Červená           | Nepředkvalifikoval se (DNPQ)                                                            |
| Černá             | Diskvalifikován (DSQ)                                                                   |
| Bílá              | Nestartoval (DNS)                                                                       |
| Bílá              | Závod zrušen (C)                                                                        |
| Světle modrá      | Pouze trénoval (PO)                                                                     |
| Světle modrá      | Páteční testovací jezdec (TD)                                                           |
| Bez barvy         | Netrénoval (DNP)                                                                        |
| Bez barvy         | Vyřazen (EX)                                                                            |
| Bez barvy         | Nepřijel (DNA)                                                                          |
| Bez barvy         | Odvolal účast (WD)                                                                      |
| Bez barvy         | Nezúčastnil se (prázdné)                                                                |
| Označení          | Význam                                                                                  |
| Tučnost           | Pole position                                                                           |
| Kurzíva           | Nejrychlejší kolo                                                                       |
| †                 | Jezdec nedojel do cíle, ale byl klasifikován, protože odjel více než 90 % délky závodu. |
| ‡                 | Byl udělován poloviční počet bodů, protože bylo odjeto méně než 75 % délky závodu.      |
| Horní index       | Umístění bodujících jezdců ve sprintu                                                   |

| Rok  | Tým                       | Šasi          | Motor               | 1       | 2       | 3     | 4       | 5       | 6       | 7      | 8       | 9       | Body | Umístění  |
| ---- | ------------------------- | ------------- | ------------------- | ------- | ------- | ----- | ------- | ------- | ------- | ------ | ------- | ------- | ---- | --------- |
| 1950 | Scuderia Ferrari          | Ferrari 125   | Ferrari V12         | GBR     | MON     | 500   | SUI Ret |         | FRA DNS |        |         |         | 11   | 5. místo  |
| 1950 | Scuderia Ferrari          | Ferrari 275   | Ferrari V12         |         |         |       |         | BEL 5   |         |        |         |         | 11   | 5. místo  |
| 1950 | Scuderia Ferrari          | Ferrari 375   | Ferrari V12         |         |         |       |         |         |         | ITA 2  |         |         | 11   | 5. místo  |
| 1951 | Scuderia Ferrari          | Ferrari 375   | Ferrari V12         | SUI 6   | 500     | BEL 2 | FRA 2†  | GBR Ret | GER 1   | ITA 1  | ESP 4   |         | 28   | 2. místo  |
| 1952 | Scuderia Ferrari          | Ferrari 375   | Ferrari V12         |         | 500 Ret |       |         |         |         |        |         |         | 53,5 | 1. místo  |
| 1952 | Scuderia Ferrari          | Ferrari 500   | Ferrari Straight-4  | SUI     |         | BEL 1 | FRA 1   | GBR 1   | GER 1   | NED 1  | ITA 1   |         | 53,5 | 1. místo  |
| 1953 | Scuderia Ferrari          | Ferrari 500   | Ferrari Straight-4  | ARG 1   | 500     | NED 1 | BEL 1   | FRA 4   | GBR 1   | GER 8‡ | SUI 1   | ITA Ret | 46,5 | 1. místo  |
| 1954 | Officine Alfieri Maserati | Maserati 250F | Maserati straight-6 | ARG     | 500     | BEL   | FRA Ret | GBR Ret | GER     | SUI    |         |         | 2    | 25. místo |
| 1954 | Scuderia Ferrari          | Ferrari 625   | Ferrari Straight-4  |         |         |       |         |         |         |        | ITA Ret |         | 2    | 25. místo |
| 1954 | Scuderia Lancia           | Lancia D50    | Lancia V8           |         |         |       |         |         |         |        |         | ESP Ret | 2    | 25. místo |
| 1955 | Scuderia Lancia           | Lancia D50    | Lancia V8           | ARG Ret | MON Ret | 500   | BEL     | NED     | GBR     | ITA    |         |         | 0    | NK*       |